# كونراد دبليو. هال
كونراد دبليو. هال (بالإنجليزية: Conrad W. Hall)‏ هو مصور سينمائي أمريكي، ولد في 13 نوفمبر 1958 في لوس أنجلوس في الولايات المتحدة.

## وصلات خارجية
- كونراد دبليو. هال على موقع IMDb (الإنجليزية)
- كونراد دبليو. هال على موقع ألو سيني (الفرنسية)
- كونراد دبليو. هال على موقع أول موفي (الإنجليزية)
- كونراد دبليو. هال على موقع قاعدة بيانات الأفلام السويدية (السويدية)
- كونراد دبليو. هال على موقع قاعدة بيانات الفيلم (الإنجليزية)
- كونراد دبليو. هال على موقع كينوبويسك (الروسية)